# 张展南
张展南，（1948年—），中国湖南华容人。原中国人民解放军海军副司令员，海军中将。
1968年入伍，1970年加入中国共产党。先后在中国人民解放军海军大连舰艇学院、海军指挥学院、国防大学学习并毕业。海军中将军衔。1968年参加中国人民解放军，进入海军大连舰艇学院学习，1970年加入中共。毕业后曾任护卫舰雷达技师，航海长、航海业务长、护卫舰副舰长，驱逐舰副舰长，护卫舰舰长，驱逐舰舰长。曾在海军指挥学院、国防大学进修。后任东海舰队驱逐舰第6支队参谋长、支队长。1994年12月任海军舟山基地参谋长。1996年12月任海军舟山基地副司令员。1997年10月回母校海军大连舰艇学院任院长。2000年7月任海军副参谋长。
2003年361潜艇失事后，北海舰队司令员丁一平被降职，张展南接任济南军区副令员兼北海舰队司令员。2006年，由苏士亮接任。2004年，授中国人民解放军中将军衔。2006年，原海军副司令员王守业因受贿被捕，张展南即接任海军副司令员。2011年年满63岁退役。